# Werningerode
Werningerode ist ein Ortsteil der Landgemeinde Sonnenstein im  thüringischen Landkreis Eichsfeld. Es ist eines der wenigen Dörfer im Landkreis Eichsfeld, das nicht zum historischen Eichsfeld gehört.

## Lage
Der Ort Werningerode befindet sich im östlichen Teil des Landkreises, etwa 22 Kilometer (Luftlinie) nordöstlich der Kreisstadt Heilbad Heiligenstadt. Das Dorf liegt in einem Talkessel, der vom Wiesengraben durchflossen wird. Südlich, westlich und östlich grenzt die Gemarkung an das Schwarzburger Holz. Nach Norden hin ist der Talkessel von einem landwirtschaftlich genutzten Höhenzug umgeben.  Als höchste Erhebung gilt der Steinberg  (385,5 m ü. NN), erwähnenswert sind auch  der Schwarzburger Warte (373,4 m ü. NN) und der Bauerberg  (361,6 m ü. NN).

## Geschichte
Werningerode gehört zu den Rodedörfern im Südharz. Die Rodedörfer der Umgebung stammen aus dem 10. bis 12. Jahrhundert. Der Name bezieht sich auf Rodungen von bewaldeten Gebieten. Zwischen  Werningerode und Epschenrode zieht sich die Gaugrenze zwischen dem alten Helmegau und dem Ohmfeldgau. In unmittelbarer Nähe befand sich ein mittelalterlicher Grenzwall mit zwei Warttürmen (Schwarzburger Warte und Werningeröder Warte).
- 1287 erste urkundliche Erwähnung
- um 1450 Zins und das Rittergut gehen zur Hälfte an die Familie von Werthern als Zubehör zum Burglehn Klettenberg. Die andere Hälfte verbleibt im Besitz der Familie Aldendorf
- um 1450 Erbauung der Kirche, große Teile des Erdgeschosses sind bis heute noch erhalten.
- 1521 Hans (der Reiche) von Werthern kauft das Rittergut von Christoph Aldendorf
- 1617 teilte Hans von Werthern den Gesamtbesitz unter seine drei Söhne und begründete damit die Linien Beichlingen, Brücken und Wiehe, die sich später in mehrere Zweige aufspalteten. An die Linie Brücken fielen damals der älteste Familienbesitz um Großwerther und Kleinwerther sowie die Güter Brücken, Esperstedt, Berga, Werningerode, Großwechsungen, Haferungen und das Burglehn Klettenberg.
- um 1630 in Folge des Dreißigjährigen Krieges werden der Ort und das Kirchengebäude stark zerstört
- zwischen 1650 und 1850 dienen viele Bewohner als Söldner in der Preußischen und Hannoverschen Armee
- 1696 Wiederaufbau der Kirche in der heutigen Form aus der damals vorhandenen Kirchenruine durch die Gemeinde und Major Louis Freiherr von Werthern
- 1757 Werningerode wird in Folge des Siebenjährigen Krieges von österreichischen Truppen heimgesucht. Einige Bürger weigern sich, die geforderten Kriegsabgaben zu leisten. Der Schäfer Kallmeyer wird von kroatischen Truppen nach einer Auseinandersetzung auf dem Kirchturm in Scharzfeld festgesetzt und später wieder freigelassen.
- 1807–1813 Werningerode gehört zum Königreich Westphalen. Die Gemeinde muss eine Vielzahl von Kriegsabgaben leisten und muss dafür beim Rittergutspächter Wallies ein Darlehen aufnehmen. Mindestens zwei Bewohner beteiligen sich an den Befreiungskriegen auf preußischer Seite. 1863 werden die beiden Veteranen Christian und Philipp Fischer geehrt.
- 1858–1872 wird der Innenraum der Kirche neu gestaltet
- 1859 verkauft die Familie von Werthern das Rittergut an den Landwirt Kühne
- 1856 wird der Mahlmüllermeister Carl Riechel von seinem Schwiegersohn August Pfeifer erschlagen. In Folge wird die am Mühlgraben gelegene Apelsmühle aufgeben. 1881 werden die Mühle und die dazugehörigen Ländereien an den Ackermann August Kallmeyer gerichtlich verkauft. In Folge wird das Mühlgebäude mit den dazugehörenden Gehöft vollständig abgebrochen.
- 5. April 1945, also etwa einen Monat vor der bedingungslosen Kapitulation, wird Werningerode kampflos den amerikanischen Truppen übergeben.
- 1. Juli 1950, mit der Bildung der Gemeinde Steinrode aus Werningerode und Epschenrode heißt Werningerode nunmehr Steinrode I

Das Dorf wurde im Rahmen der Gebietsreform zu Beginn der 1950er Jahre und der damit verbundenen Neuformierung des damaligen Landkreises Worbis mit dem Nachbarort Epschenrode am 1. Juli 1950 zur Gemeinde Steinrode zusammengeschlossen. Sie war Mitgliedsgemeinde in der Verwaltungsgemeinschaft Eichsfeld-Südharz. Mit deren Auflösung kam der Ort am 1. Dezember 2011 zur Landgemeinde Sonnenstein.

## Kultur und Sehenswürdigkeiten
Werningerode besitzt eine 1696 wiederhergestellte denkmalgeschützte Dorfkirche. Die auf dem Foto dargestellte Südfassade besteht aus großen Teilen aus mittelalterlichen Sandsteinquadermauerwerk. Bei Sanierungsarbeiten sind 2008 drei gotische Fenster aufgefunden worden. Der Turm wurde 1696 in Eichenfachwerk errichtet. Der Innenraum wurde zwischen 1858 und 1872 im klassizistischen Stil überarbeitet. Es befinden sich im Gebäude nachweislich 4 Grabstellen aus dem 18. Jahrhundert.

### Wanderwege
Um Werningerode sind Rundwanderwege sowie ein Kinderwanderweg angelegt worden. Vom Aussichtspunkt „Brockenblick“ ist eine Fernsicht zum Harz und in die Goldene Aue möglich.